# Каменнобалковский сельсовет
Каменноба́лковский сельсове́т — упразднённое сельское поселение в составе Благодарненского района Ставропольского края Российской Федерации.

## География
Территория муниципального образования располагалась в северной части Благодарненского района.

## История
Статус и границы сельского поселения определены Законом Ставропольского края от 4 октября 2004 года № 88-кз.
Законом Ставропольского края от 14 апреля 2017 года № 38-кз, все муниципальные образования, входящие в состав Благодарненского муниципального района Ставропольского края — городское поселение город Благодарный, сельские поселения Александрийский сельсовет, село Алексеевское, хутор Большевик, село Бурлацкое, село Елизаветинское, Каменнобалковский сельсовет, Красноключевский сельсовет, село Мирное, село Сотниковское, село Спасское, Ставропольский сельсовет, село Шишкино, аул Эдельбай — были преобразованы, путём их объединения, в Благодарненский городской округ.

## Население
| 1989  | 2002  | 2010  | 2011  | 2012  | 2013  | 2014  | 2015  | 2016  |
| ----- | ----- | ----- | ----- | ----- | ----- | ----- | ----- | ----- |
| 1749  | ↗2112 | ↘1986 | ↘1982 | ↘1959 | ↘1943 | ↘1920 | ↘1899 | ↘1876 |
| 2017  |       |       |       |       |       |       |       |       |
| ↘1859 |       |       |       |       |       |       |       |       |

### Национальный состав
По итогам переписи населения 2010 года на территории сельского поселения проживали следующие национальности (национальности менее 1 %, см. в сноске к строке «Другие»):
| Национальность | Численность | Процент |
| -------------- | ----------- | ------- |
| Русские        | 1805        | 90,89   |
| Азербайджанцы  | 50          | 2,52    |
| Чеченцы        | 40          | 2,01    |
| Кумыки         | 32          | 1,61    |
| Другие         | 59          | 2,97    |
| Итого          | 1986        | 100,00  |

## Состав поселения
До упразднения Каменнобалковского сельсовета в состав его территории входили 2 населённых пункта:
| № | Населённый пункт | Тип населённого пункта       | Население |
| - | ---------------- | ---------------------------- | --------- |
| 1 | Каменка          | посёлок                      | →280      |
| 2 | Каменная Балка   | село, административный центр | ↘1397     |

## Органы власти
- Совет муниципального образования Каменнобалковский сельсовет. Состоял из 10 депутатов, избираемых на муниципальных выборах по одномандатным избирательным округам[16]. Глава поселения — Владимир Николаевич Мищенко.
- Администрация сельского поселения Каменнобалковский сельсовет[16].

## Инфраструктура
- Дом культуры.

## Образование
- Средняя общеобразовательная школа № 7.
- Детский сад № 24.

## Памятники
- Могила неизвестного красного пулемётчика, погибшего за советскую власть[17]. 1919, 1926 года
- Памятник В. И. Ленину[18]. 1949 год
- Памятник воинам-землякам, погибшим в годы Великой Отечественной войны 1941—1945 гг[19]. 1967 год